# جلال (نام خانوادگی)
جلال نام خانوادگی افراد زیر است:
- احمد جلال (بازیکن فوتبال، زاده ۱۹۹۸)
- احمد جلال (بازیکن هندبال)
- ایهاب جلال
- خالد جلال
- راشد جلال
- سید محمود جلال
- شوان جلال
- عزیزه جلال
- فاضل جلال
- فریده جلال
- گلهار جلال
- مسعوده جلال
- مصطفی جلال
- نور جلال